# Pierrette (roman)
Pierrette est un roman d’Honoré de Balzac, publié en 1840. Il paraît pour la première fois en janvier 1840, sous la forme d’un feuilleton dans le journal Le Siècle, puis en deux volumes en septembre de la même année. Il fait partie de La Comédie humaine, rangé dans les Études de mœurs, dans le deuxième livre des Scènes de la vie de province et le sous-ensemble intitulé Les Célibataires.
Balzac a dédié ce roman à Anna Hanska, fille de la comtesse polonaise qu’il épousera en 1850, Éveline Hanska.

## Résumé
L’action se situe durant le règne de Charles X (1824-1830) et se déroule entièrement dans la ville, dite médiévale, de Provins, dans le département de Seine-et-Marne.
Pierrette Lorrain est une jeune orpheline, confiée par ses grands-parents ruinés à ses cousins Rogron, deux célibataires imbéciles. Elle sera la victime innocente des manipulations des personnages essayant de récupérer la fortune des Rogron.
C'est le docteur Horace Bianchon qui dénonce les sévices dont la jeune fille est victime et qui propose à son maître (Desplein) de la faire trépaner. Horace assiste son maître dans cette opération délicate.

## Thème
Ce roman permet à Balzac d'illustrer les ravages et sottises du célibat à l'époque. Il montre également du doigt « les vieilles filles et les vieux garçons, ces bourdons de la ruche », nuls et improductifs.

## Cinéma
Le roman Pierrette a été adapté au cinéma en 1978. Adaptation et dialogue Paul Savatier, réalisation Guy Jorré avec Étienne Bierry, Maria Meriko, Georges Werler, Jacques Alric, Valérie Samama et Annick Allières.